# Landesjugendgefängnis Eisenach
Das Landesjugendgefängnis Eisenach war die zentrale Jugendhaftanstalt in Thüringen in den 1920er bis 1940er Jahren. Anfangs wurden die dort inhaftierten Jugendlichen reformpädagogisch betreut.

## Gebäude
Lage

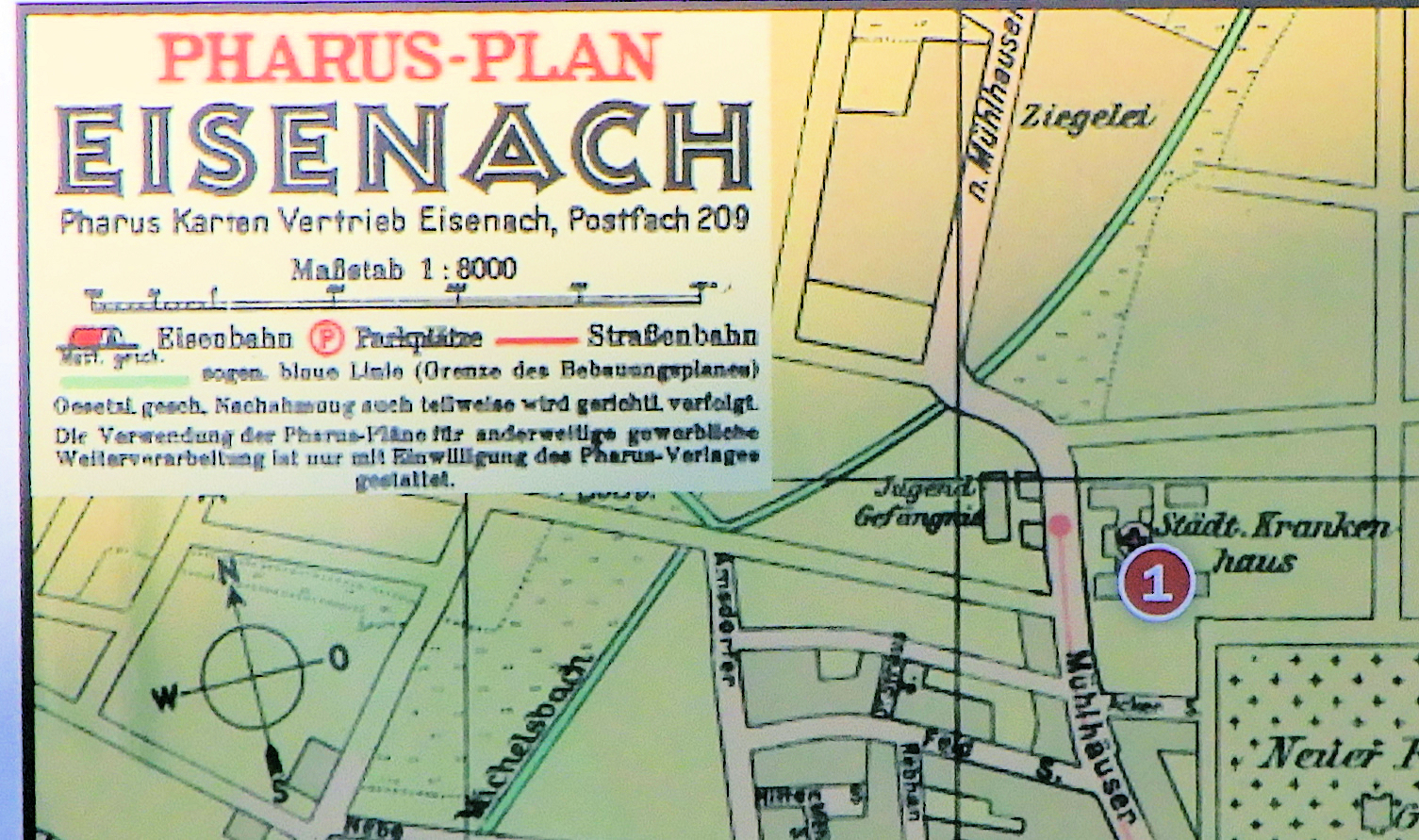
Siehe links neben der (1) – diese markiert den Standort der Straßenbahnendhaltestelle (Krankenhaus).

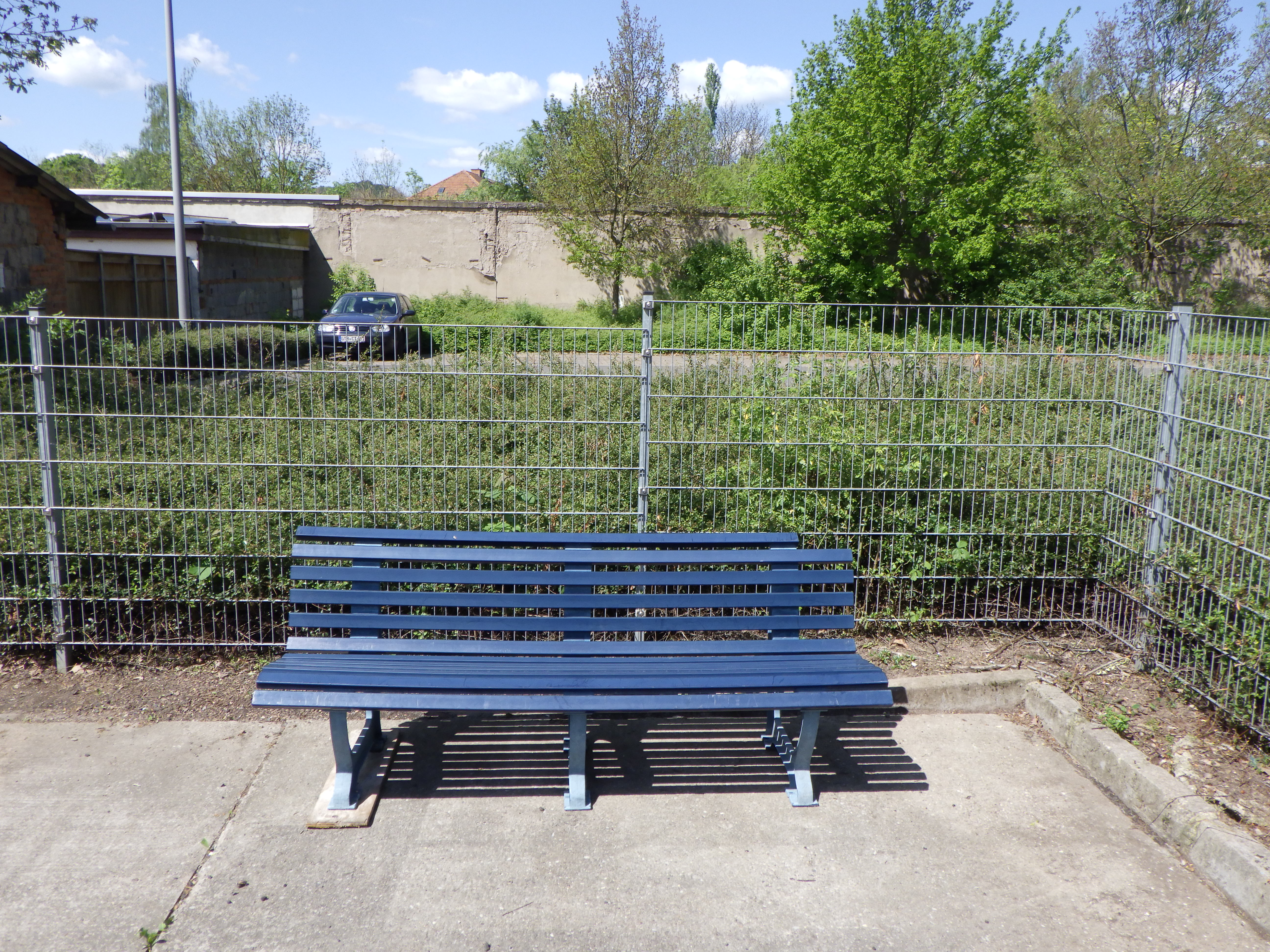
Die westliche Umfassungsmauer des einstigen Landesjugendgefängnisses ist noch vorhanden.

Das Gebäude befand sich in der Mühlhäuser Straße 95 (bis etwa 1930 Mühlhäuser Landstraße 21) unmittelbar am Ausgang der Stadt westlich der Landstraße. Direkt daneben befand sich das städtische Krankenhaus (Mühlhäuser Straße 94).
Geschichte
Etwa seit dem 19. Jahrhundert gab es dort ein Arbeitshaus. Ab 1922 fand ein umfangreicher Umbau statt, währenddessen die Insassen im Landesgefängnis Ichtershausen untergebracht wurden. 1924 wurde das Landesjugendgefängnis neu eröffnet. Als solches bestand es wahrscheinlich mindestens bis 1945.
Später wurde dort ein Haftkrankenhaus eingerichtet. Ab 1964 wurde das Gebäude vom benachbarten Städtischen Klinikum genutzt. Im Jahr 2000 wurde es abgerissen.

## Reformpädagogische Ansätze
Seit der Neueröffnung 1924 wurde der Strafvollzug nach Ideen der Reformpädagogik gestaltet, zuerst durch den verantwortlichen Fürsorger Otto Zirker.
Die Grundidee war Besserung statt Strafe. Die Jugendlichen sollte durch verschiedene Angebote in ihrer weiteren Entwicklung gefördert werden.
Es gab einen straffen geregelten Tagesablauf.
Dazu gehörten handwerkliche Tätigkeiten  in der Bast- und Kokosmattenproduktion und  in der Buchbinderei, sowie in der Landwirtschaft. Diese wurde auf Feldern direkt neben dem Gefängnis ohne eine größere Umzäunung durchgeführt. Die Arbeit in der freien Natur mit Blick auf den Thüringer Wald und auf  die Wartburg sollten motivierend    auf die Jugendlichen wirken. Mit einzelnen  wurden auch Waldspaziergänge in Begleitung gemacht. Des Weiteren wurde täglich Sportunterricht durchgeführt. Dieser sollte auch dem Abbau von Aggressionen  und der Minderung des Sexualtriebs dienen. Danach wurden verschiedene Fortbildungsangebote gemacht. Für Mehrbegabte gab es Unterricht in verschiedenen Themengebieten mit der Möglichkeit von eigenen Vorträgen, für Minderbegabte Spiele, Singen und weitere einfache Beschäftigungen.
Das Sozialbewusstsein sollte durch sogenannte Familien ausgebildet werden. Diese waren kleine Gruppen vom Jugendlichen, die sich ihren Familienvater als Vertreter selbst wählten. Dieser war für die Einhaltung der Ordnung in der Gruppe verantwortlich und wurde von der Gefängnisleitung als deren Sprecher akzeptiert.

## Allgemeine Strukturen
Im Landesjugendgefängnis gab es Platz für 80 Jugendliche und junge Erwachsenen (Jungmänner) bis 21 Jahre. Es wurde von einem Direktor geleitet, (der in den ersten Jahren nebenamtlich tätig war). Daneben gab es einen verantwortlichen Fürsorger und einen weiteren Fürsorger, sowie sechs Aufsichtskräfte. Außerdem wurden mehrere Hilfslehrer angestellt.
Der verantwortliche Fürsorger war zuerst Otto Zirker. Nach dessen Suizid 1925 führte Albert Krebs diese Tätigkeit weiter. 1930 wurde der Sozialreformer Curt Bondy Direktor, im April 1933 wurde er entlassen. Danach übernahm Albert Krebs die Leitung des Gefängnisses.